# Tipula marmoripennis
Tipula marmoripennis är en tvåvingeart som beskrevs av Camillo Rondani 1850. Tipula marmoripennis ingår i släktet Tipula och familjen storharkrankar.
Artens utbredningsområde är Venezuela. Inga underarter finns listade i Catalogue of Life.